# Psellidotus goniophorus
Psellidotus goniophorus är en tvåvingeart som först beskrevs av Thomas Say 1829.  Psellidotus goniophorus ingår i släktet Psellidotus och familjen vapenflugor. Inga underarter finns listade i Catalogue of Life.